# فیروزشاه تغلق

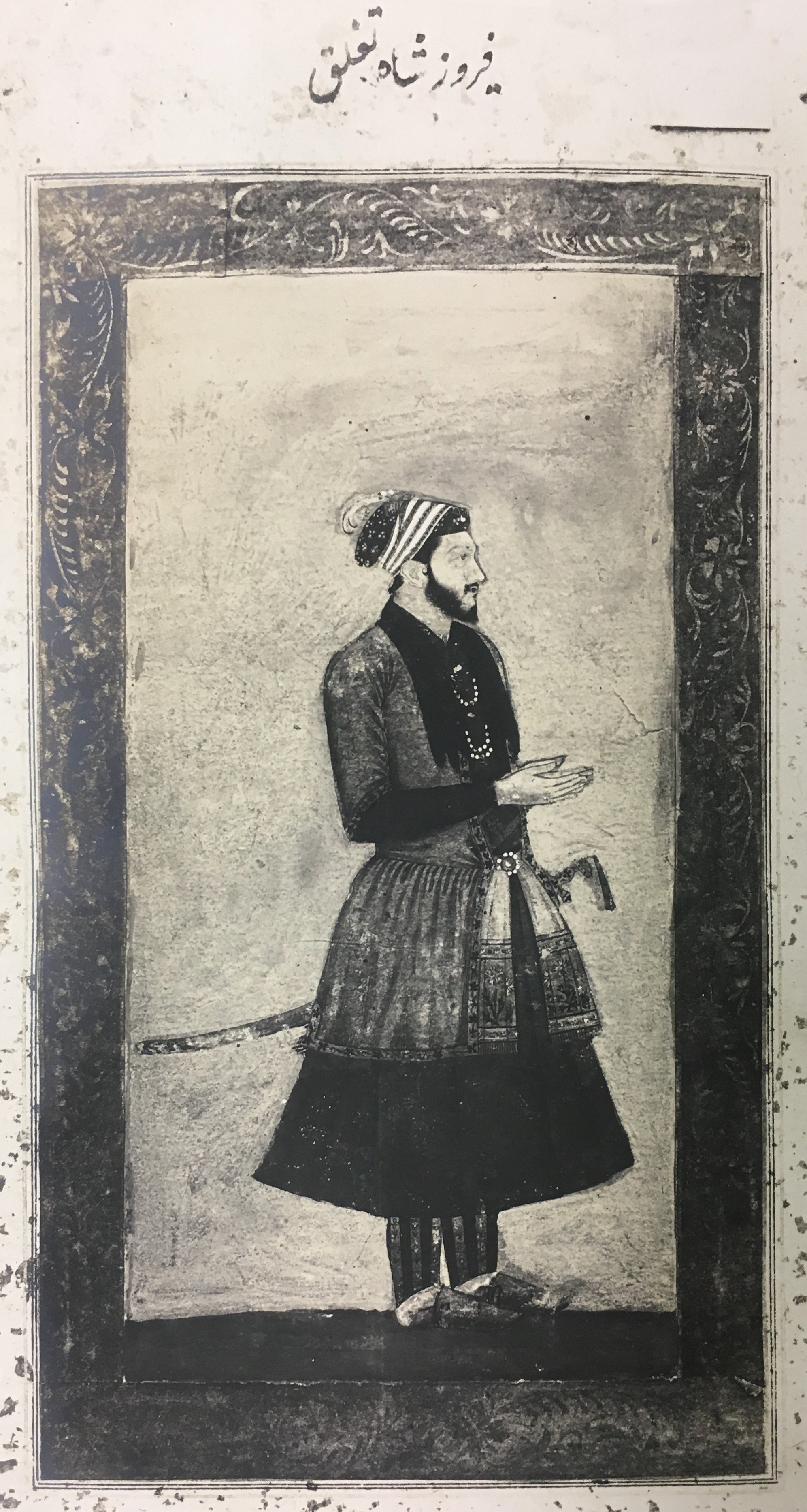
فیروزشاه تغلق در حال دعا

فیروز شاه تغلق از ۱۳۸۱ تا ۱۳۸۸ میلادی، پادشاه تغلق شاهیان بعد از محمد بن تغلق بود.
فیروزشاه فردی مذهبی بود و برخلاف عموزاده‌اش، محمد بن تغلق، به صلح اهمیت بیشتری می‌داد و در سازمان دولتی خود اصلاحاتی انجام داد و با این کار فروپاشی سلسله تغلق شاهیان را به تأخیر انداخت.
او همچنین به معماری و ساخت و ساز علاقه داشت و مدارس و مساجد بساری بنا کرد. شهرهای فیروزآباد در نزدیکی دهلی و جونپور در نزدیکی الله‌آباد به وسیله او بنیان نهاده شدند و بساری از ساختمان‌های قدیمی را که ویران و خراب شده بودند ترمیم کرد.
مادر فیروزشاه یک زن راجپوت بود که «بی بی نیلا» (به انگلیسی: Bibi Naila) نام داشت که دختر یکی از بزرگان راجپوت بود.

## مرگ و پس از مرگ

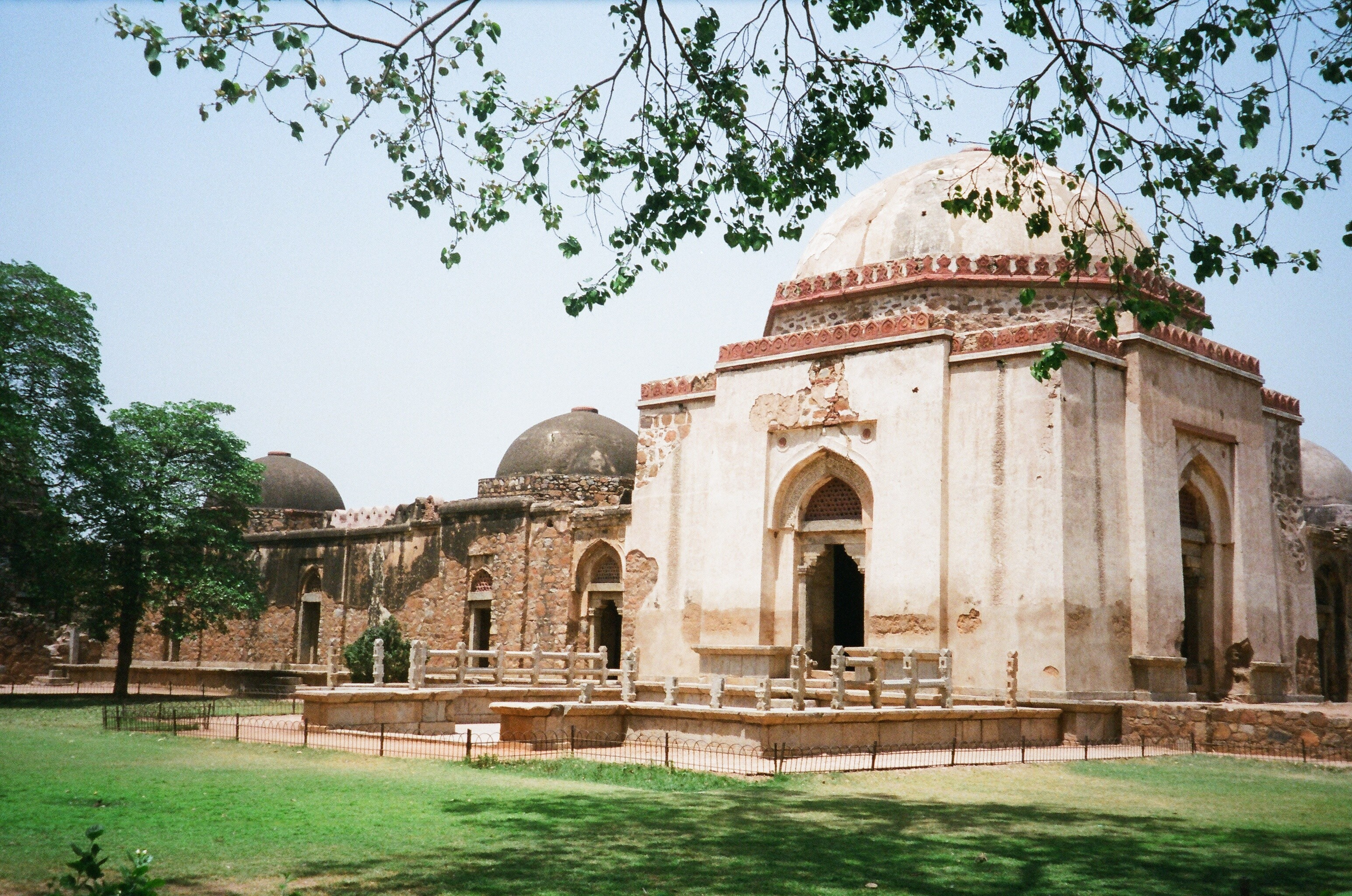
آرامگاه فیروز شاه در دهلی

فیروزشاه در سال ۱۳۸۸ میلادی بعد از یک سلطنت ممتد ۳۷ ساله در گذشت و بعد از مرگ او اساس سلطنت دهلی را که او به هم پیوسته و محکم نگاه داشته بود از هم پاشید و از آن پس یک حکومت مرکزی وجود نداشت و امرای محلی و حکمرانان کوچکی در هر گوشه پیدا شدند.
در همین دوران آشفتگی و ضعف، ده سال پس از مرگ فیروزشاه بود که تیمور لنگ از شمال بر دهلی تاخت و بیش از صد هزار نفر را به قتل رساند و غنائم بساری از دهلی برد.